# Carl Colpaert
Pour les articles homonymes, voir Colpaert (homonymie).
Carl Colpaert est un producteur, réalisateur et scénariste américain né en 1963 en Belgique.

## Biographie
Carl Colpaert est depuis 1990 président du groupe Cinéville, basée à Los Angeles, qui est l'une des plus importantes maisons de production indépendantes aux États-Unis[réf. nécessaire].

## Filmographie

### Producteur
- 1992 : Une mère, deux filles (Gas, Food Lodging)
- 1993 : Mi vida loca
- 1995 : Cafe Society (en)
- 1996 : The Whole Wide World
- 1997 : Nevada (en)
- 1997 : Casualties
- 1998 : Hollywood Sunrise (Hurlyburly)
- 1998 : The Velocity of Gary (en)
- 1999 : Cement
- 1999 : Génial ! Mes parents s'aiment (Operation Splitsville)
- 2001 : Glam
- 2001 : One Eyed King (en)
- 2004 : Surviving Eden
- 2004 : Within Without
- 2005 : Steal Me
- 2005 : Mrs. Palfrey at the Claremont (en)

### Réalisateur
- 1988 : The Candidate's Daughter
- 1991 : Delusion (en)
- 1994 : The Crew (en)
- 1999 : Drowning on Dry Land
- 2000 : Facade
- 2004 : The Affair (en)
- 2006 : G.I. Jesus (en)
- 2010 : Black Limousine

### Scénariste
- 1985 : Joey (+ monteur)
- 1988 : In the Aftermath (en)
- 1991 : Delusion (en)
- 1994 : The Crew (en)
- 2000 : Facade
- 2004 : The Affair (en)
- 2006 : G.I. Jesus (en)